# Bezirksgericht Löbau
Das Bezirksgericht Löbau war von 1855 bis 1879 ein Gericht im Königreich Sachsen mit Sitz in Löbau.

## Geschichte
Mit dem Gesetz, die künftige Einrichtung der Behörden erster Instanz für Rechtspflege und Verwaltung betreffend vom 11. August 1855 wurden die Eingangsgerichte neu geordnet. Die Patrimonialgerichte wurden endgültig aufgelöst, Verwaltung und Rechtsprechung getrennt. Die Details der Verwaltungsreform regelten das sächsische Gerichtsverfassungsgesetz vom 11. August 1855 und die Verordnung über die Bildung der Gerichtsbezirke vom 2. September 1856.
Eingangsgerichte waren nur die Gerichtsämter und Bezirksgerichte. Als mittlere Instanz wurden vier Appellationsgerichte eingerichtet. Oberste Instanz war das Oberappellationsgericht Dresden.
Das Bezirksgericht Löbau war dem Appellationsgericht Budissin nachgeordnet. Das Bezirksgericht war Gerichtsamt für die Stadt Löbau. Daneben waren ihm folgende Gerichtsämter nachgelagert: Gerichtsamt Löbau, Gerichtsamt Weißenberg, Gerichtsamt Bernstadt, Gerichtsamt Herrnhut, Gerichtsamt Ebersbach und Gerichtsamt Neusalza. 1879 wurden das Bezirksgericht Löbau und seine Gerichtsämter aufgehoben. An deren Stelle wurden Amtsgerichte gebildet. Dies waren Amtsgericht Löbau, Amtsgericht Bernstadt, Amtsgericht Herrnhut, Amtsgericht Ebersbach und Amtsgericht Neusalza.